# Verdienstkreuz des Verteidigungsministers der Tschechischen Republik

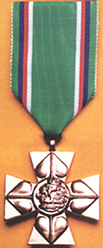

Das Verdienstkreuz des Verteidigungsministers der Tschechischen Republik (Tschechisch: Záslužný kříž ministra obrany České republiky) ist eine tschechische militärische Auszeichnung.

## Geschichte
Die Auszeichnung wurde am 16. Dezember 1996 gestiftet. Bis 2008 war sie die höchste vom tschechischen Verteidigungsminister verliehene Auszeichnung.

## Verleihungskriterien
Die Auszeichnung wird an Soldaten der Tschechischen Armee und Zivilangestellte des Verteidigungsministeriums für Heldentum, herausragende Führungsleistung im Kampf und auszeichnungswürdige Taten im Kampf verliehen, außerdem für gute Truppenführung, herausragende Pflichterfüllung und vorbildhaften Dienst in den Streitkräften der Tschechischen Streitkräfte sowie andere Verdienste zugunsten des Verteidigungsministeriums.
Darüber hinaus kann der Verteidigungsminister auch Ausländer, die besonders mit dem Verteidigungsministeriums kooperiert haben, die Verteidigungsbereitschaft des tschechischen Militärs erhöht haben oder sich sonstige Verdienste um die Streitkräfte der Tschechischen Republik erworben haben, auszeichnen.

## Aussehen
Die Auszeichnung wird in drei Stufen verliehen und besteht aus einem mit Lindenblättern belegten Kreuz, in dessen Medaillon ein tschechischer Löwe geprägt ist.

I. Klasse

II. Klasse

III. Klasse

## Träger
siehe: Kategorie:Träger des Verdienstkreuzes des Verteidigungsministers der Tschechischen Republik
1. 1 2  Military Awards and Decorations | Ministry of Defence & Armed Forces of the Czech Republic. Abgerufen am 23. August 2024.